# Marine Tondelier
Marine Tondelier   (Bois-Bernard, 23 d'agost de 1986) és una política francesa i secretària nacional d'Europa Ecologia-Els Verdss. Va ser escollida com a secretària nacional després de guanyar el 90,8% dels vots a la segona volta del congrés el 10 de desembre de 2022. Marine Tondelier va posar en marxa a l'octubre la refundació del moviment com a Les Ecologistes, i va iniciar una reforma dels estatuts.